# Euxoa declarata
Euxoa declarata är en fjärilsart som beskrevs av Walker 1865. Euxoa declarata ingår i släktet Euxoa och familjen nattflyn. Inga underarter finns listade i Catalogue of Life.